# 福島県道191号安達停車場線
福島県道191号安達停車場線（ふくしまけんどう191ごう あだちていしゃじょうせん）は、福島県二本松市内にある一般県道である

## 路線概要
- 起点：福島県二本松市油井字古屋敷（JR東北本線安達駅前）
- 終点：福島県二本松市油井字中田
- 総延長：881 m[1]
  - 実延長：総延長に同じ
- 路線認定年月日：1959年8月31日[2]

### 道路施設
濡石橋
- 全長：25.6 m
- 幅員：6.0（12.0） m
- 形式：鋼複合ラーメン合成H桁橋
- 竣工：2004年度

一級水系阿武隈川水系油井川を渡る。橋上は上下対向2車線で供用されており、両側に幅員2.5 mの歩道が設置されている。当橋梁以南の当路線が油井字濡石と字砂田の字境であり、北詰ではこれらと字舟橋、字柳田の四字境となっている。線形改良と幅員狭小解消のための県道拡幅工事に伴い架け替えられた。総工費は1億590万円。

## 通過する自治体
- 福島県
  - 二本松市

## 接続・交差する道路
- 福島県道114号福島安達線（油井字中田 終点） - 南側至近の交差点にて福島県道117号二本松川俣線が県道114号に接続しているが、当県道には直接接続していない。

## 沿線
- JR東北本線 安達駅
- 二本松市安達公民館
- 二本松信用金庫安達支店